# توفيق الهبري
الشيخ الشريف توفيق الهبري (1869م - 1954م) هو الشيخ توفيق ابن الحاج محمد ابن الحاج علي الهبري النسبة لجده إدريس الأول ابن عبد الله بن الحسن المثنى الحسن السبط فاطمة الزهراء . من الأشراف الحسنيين. رجل دين ومربي تربوي ومؤسس أول فرق كشفية في البلاد العربية باسم الكشاف العثماني ثم عُرفت بالكشاف المسلم فيما بعد.

## ولادته
ولد في بيروت سنة 1286 هـ 1869م في حارة الجورة المعروفة اليوم بساحة النجمة في وسط المدينة وتوفي في بيروت يوم 7 أكتوبر من سنة 1954.

## نشأته ومشايخه
نشأ الشيخ توفيق في دار متدين، أحضره والده مجالس العلم الشرعي التي كانت تقام آنذاك بالجامع العمري الكبير، وجامع الأمير منذر في بيروت.
تلقى العلم الشريف من توحيد وفقه وحديث وتفسير وأصول وغير ذلك عن مشايخ عصره مثل خاله الشيخ عبد الرحمن أفندي الحوت والشيخ حسن المدور، والشيخ محمد الكردي الملكاني، وأعطي شهادات تفيد ذلك، وأجازه أيضاً الشيخ أحمد الخاني الخالدي النقشبندي والشيخ المحدث محمد سراج الجبرتي الحبشي.
ولم يقتصر على تلقي العلم من علماء بلده بل اكتسب أيضاً حظاً وافراً من علماء المغرب ودمشق والهند الوافدين على بيروت واكتسب من حلقات العلم التي كانت تقام بدار والده الحاج محمد الهبري. انكب على مطالعة الكتب الفقهية المتوفرة عنده لأنها كانت من ضمن أعمال والده التجارية حيث إنه كان يستوردها من أماكن شتى من الهند وتركيا ومصر والمغرب ويصدرها إلى شتى البلاد كروسيا القيصرية وداغستان وطشقند وسمرقند وأذربيجان وقازان وسواها من البلاد الإسلامية. وكان هذا الأمر باباً للشيخ محمد الهبري أن يكسب صداقات حميمة، ويجري علاقات وثيقة بينه وبينوعلماء، منهم المفتي الشيخ صابر جان، وزعيم إمارة قازان الشيخ عالم جان البارودي الذي أنشأ ببلاده المعاهد الخيرية من ماله الخاص لتثقيف أبناء بلده. ونجد العديد من المراسلات والعلاقات التجارية مصدرة في جريدة ثمرات الفنون، والإقبال.
وفي سنة 1327هجرية/1909 م صدر الفرمان العثماني من والي بيروت بتعيين الشيخ توفيق خلفاً لوالده بإمامة جامع عين المريسة، وفي 20 ايلول سنة 1330 هـ عين إماماً لجامع القنطاري.

## نشاطه التربوي
رئيس مدرسة لجنة التربية والتعليم الإسلامي 
أقيمت هذه المدرسة على قطعة أرض في محلة عين المريسة ، جرى شراؤها من الحاج خليل الشيخ وأبناء عبد الله بيهم بما يقارب التسعين ليرة فرنسية . وتم بناؤها وتجهيزها بمساعدة الخيّرين من سكان بيروت.
ابتدأ التدريس في هذه المدرسة سنة 1317 هجرية 1899م - بإشراف لجنة مؤلفة من: الشيخ توفيق الهبري، أنيس طبارة، خضر البراج، راضي سنو، الشيخ سعيد اياس، الشيخ سعد الله الحريري، سليم التنير، صالح زنتوت، عبد الرحمن الأنسي، الحاج علي الجندي، الحاج محمد الهبري والد الشيخ توفيق، محمد علي سنو، مصباح اللاذقي، محمد الزعني، نجيب فاضل، الشيخ هشام الشريف، وانتخبوا في أول اجتماع لهم الشيخ توفيق رئيساً لهذه المدرسة.

### تأسيسه لحركة الكشاف المسلم في بيروت
في أوائل تموز 1905م استقبل الحاج محمد الهبري والد الشيخ توفيق الهبري في محله التجاري بمرفأ بيروت، هنديين يحملان رسالة من حاكم بنجاب ومضمونها الوصايا بحاملي الرسالة، فأعطى الرسالة لولده الشيخ توفيق العائد حديثاً من تجارة من ألمانيا وروسيا القيصرية لينظر في أمرهما ويتدبر شؤونهما، وكان قد اطلع-أي الشيخ توفيق-أثناء جولته سنة 1904 على أحدث النشاطات الثقافية، وحركات تنظيم الشباب الرياضي، فأعجبته الفكرة وهمّ بتطبيقها ببلده حين عودته.
ثم عين هذين الهنديين في مدرسة لجنة التربية والتعليم الإسلامية للتدريس وطلب منهما تطبيق ما شاهده من أنظمة شبيهة بالجندية في مدرسة لجنة التربية والتعليم الإسلامية وسماها حركة كشف. وبعد مدة انطلقا إلى مدرسة دار العلوم التي اسسها الشيخ توفيق الهبري. وفي هذه المدرسة نشأت فيها أول طليعة للكشاف العثماني التي أنشأها الشيخ الهبري. وأوصى للأستاذين الهنديين الاهتمام بتطبيق ما وضعه من أسس وأنظمة لهذا الكشاف بعد ذلك في سنة 1908م.
لم تسمح الظروف السياسية قبل سنة 1908 م للشيخ توفيق الهبري أن يخرج بحركته الكشفية خارج أسوار المدرسة، لكن بعد أن أعلن البارون بادن باول فكرته عن مبادئ حركته الكشفية سنة 1912م، ولم تمنعها السلطات آنذاك مما سنح للشيخ توفيق أن ينطلق من مدرسة دار العلوم إلى تعميمها على سائر مدارس جمعية المقاصد الخيرية الإسلامية ببيروت.
وبعدانتهاء الحرب الأولى وبعد عودته من دمشق جدد نشاطه الكشفي بنشر هذه الحركة مجدداً على مدارس بيروت.

### إنشاء مدرسة في زواريب المحب
بعد الفائدة العلمية التي حصلت في المدرسة السابقة الذكر طلب الأستاذان الهنديان من الشيخ توفيق إقامة مدرسة مستقلة يعملان فيها بإشرافه فاستأجر داراً في زواريب المحب بمحلة عين المريسة يملكها الأستاذ طاهر التنير وأدخل عليها ما شاهده واستحسنه أثناء جولته في أوروبا من نظم ثقافية وتنظيمات شباب لنشاطات رياضية التي شهدت فيما بعد نشأة الكشاف العثماني.
كان طموح الشيخ توفيق الهبري تأسيس مدرسة نموذجية تتوفر فيها أحدث الأساليب التربوية والرياضية، فاشترى قطعة أرض من آل زريق بمنطقة مستشفى المقاصد الخيرية اليوم والتابعة لمحلة الغبيري مساحتها 26.300 ذراع مربع ودفع ثمنها نقداً مائة ليرة عثمانية ذهبية وذلك في 7 حزيران سنة 1911م.

### رئيس لجنة مدارس جمعية المقاصد الإسلامية
لقد كان الشيخ توفيق أحد الأركان الذين ساهموا بنشر العلم، وتشجيع المشاريع الثقافية في بيروت، وعمل على تربية الناشئة الإسلامية وذلك ببذل المال، والوقت، والصحة، في سبيل رفع مستوى أبناء أمته العلمي فانتخب رئيساً للجنة مدارس جمعية المقاصد الخيرية الإسلامية.

## نشاطه الصناعي
ولم يقتصر نشاط الشيخ توفيق على التعلم والتعليم وإنشاء المؤسسات الثقافية وتشجيعها بل تطلع إلى أكثر من ذلك إيماناً منه بأن البلد بحاجة ماسة فأنشأ معامل لاستخراج الزيتون، وأخرى للصابون وتصديرها إلى الخارج وإلى أوروبا، وكان السيد الصالح الحفار يتولى إدارة وتنظيم حسابات هذه المؤسسات . 
وقد كان الشيخ توفيق الهبري هو المتعهد بتموين الجيش العثماني الرابع بما يلزمه من الصابون والزيت والقطران والملح امتداداً من مرسين في تركيا ولغاية عريش في مصر. 
وأنشأ معامل لاستخراج القطران البالغ عددها أربعة عشر معملاً في سوريا وتركيا ولبنان واستقدم ثلاثمائة عامل من بكفيا لتشغيل هذه المعامل.

## نشاطه التجاري
بدا حياته التجارية بسوق العطارين غربي الجامع العمري الكبير حيث فتح له والده محلاً هناك ليمارس التجارة. 
وبعد أن قام عزمي بك بإزالة هذه الأسواق وردم الشارعين المحيطين بالجامع العمري غرباً وشمالاً وتسبب بانسداد منافذ وأبواب الطابق السفلي للجامع حيث رفع الشوارع الجديدة إلى تسعة أمتار تقريباً فوق الأسواق القديمة، مما اضطر أصحاب المحلات المردومة لانتقالهم إلى سوق العطارين الحالي.

### عضوية لجان البناء والمالية والأجور لجمعية المقاصد الخيرية
انتخب الشيخ توفيق الهبري عضواً في هذه اللجنة، وذلك بعد انتهاء الحرب فقام بإنشاء بنايات سوق الخضار شمالي ساحة البرج (منطقة الخارجي) وأزال المطعم الفرنسي وبنى مكانه سوقاً شبه تعاونية زراعية يومئذ والتي بُني عليها فيما بعد بناية البيبلوس.

## نيله وسام الاستحقاق
تقديراً وتكريماً من الدولة اللبنانية للشيخ توفيق الهبري قلّده رئيس الجمهورية اللبناني سنة 1942م وسام الاستحقاق اللبناني، وعلقه على صدره باحتفال مهيب، في بيت الكشاف المسلم بالحرش بحضور مفتي الجمهورية الشيخ توفيق خالد، رئيس الوزارة سامي الصلح، وزير التربية وسائر أعضاء المقاصد البلد، ونشر هذا الخبر في الصحف اللبنانية وفي مقدمتها جريدة بيروت لصاحبها الأستاذ محي الدين النصولي. 

## إقراء أيضا
- عزيزة الهبري
- خليل الهبري

## مواقع خارجية
- الحركة الكشفية العالمية
- الأشراف في لبنان
- منتدى الساحة الكشفية - رجال يصنعون التاريخ
- الشيخ محمد توفيق الهبري